# Parla, ricordo
Parla, ricordo (Speak, Memory) è una memoria autobiografica di Vladimir Nabokov, pubblicata in inglese nel 1967 e recante come sottotitolo An Autobiography Revisited. La prima edizione, col sottotitolo A Memoir, è del 1951 (negli Stati Uniti d'America aveva il titolo Conclusive Evidence). Fu poi riscritta in occasione dell'edizione russa del 1954 (Drugie Berega) e nuovamente per l'edizione definitiva. La traduzione italiana di Bruno Oddera è quella della prima edizione; la più recente, a cura di Anna Raffetto, è dell'edizione definitiva.

## Sinossi
Storia della famiglia dei Nabokov, l'autore la mette in piedi analizzando e filtrando il fiotto di sensazioni affioranti dal buio del passato, per poi tosto scompigliarle, de-sentimentalizzarle e, come manciate di petali lanciati al vento, riscrive la storia della loro caduta, la forma del loro adagiarsi sul prato. Per ricostruire la vita, egli si affida alle infinite, possibili interpretazioni dei fatti.

## Edizioni italiane
- Parla, ricordo, traduzione di Bruno Oddera, Quaderni della Medusa n. 55, Milano, Mondadori, 1962.
- Parla, ricordo, traduzione di Bruno Oddera, introduzione di Giovanni Giudici, Collana Oscar n.1762, Milano, Mondadori, 1984.
- Parla, ricordo. Un'autobiografia rivisitata, traduzione di Guido Ragni, a cura di Anna Raffetto, Biblioteca n.565, Milano, Adelphi, 2010, ISBN 978-88-459-2541-2.